# Temnosoma malachisis
Temnosoma malachisis är en biart som beskrevs av Heinrich Friese 1924. Temnosoma malachisis ingår i släktet Temnosoma och familjen vägbin. Inga underarter finns listade i Catalogue of Life.